# Кінцевий мозок

Кінцевий мозок з глибинними структурами

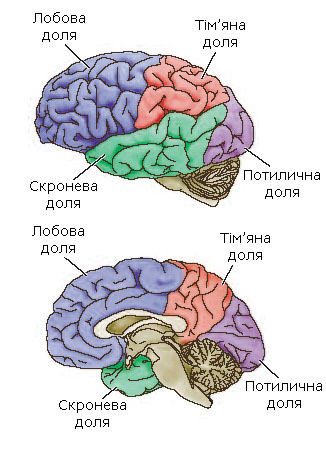
Частки великих півкуль головного мозку

Кінце́вий мо́зок (лат. telencephalon), чи великий мозок — є найрозвиненішою і з філогенетичного погляду новою частиною головного мозку, що безпосередньо пов'язана з найскладнішими проявами психічної та інтелектуальної діяльності людини. Кінцевий мозок розвивається з переднього мозкового пухиря, складається з сильно розвинених парних частин — правої та лівої півкулі і з'єднує їх серединні частини.
Півкулі розділені поздовжньою щілиною, в глибині якої лежить пластинка білої речовини, що складається з волокон, що з'єднують дві півкулі, — мозолисте тіло. Під мозолистим тілом розташований звід, що являє собою два вигнутих волокнистих тяжі, які в середній частині з'єднані між собою, а спереду і ззаду розходяться, утворюючи стовпи та ніжки зводу. Спереду від стовпів зводу розташована передня спайка. Між передньою частиною мозолистого тіла і зводом натягнута тонка вертикальна пластинка мозкової тканини — прозора перегородка.
Півкулі великого мозку покриті зверху корою мозку — шаром сірої речовини, утвореного нейронами з понад 50 різновидів. Під корою у великих півкулях розташована біла речовина, що складається з мієлінізованих волокон, більша частина яких з'єднує кору великих півкуль з іншими відділами та центрами головного мозку. В глибині білої речовини розташовані скупчення сірої речовини — базальні ганглії. Шар білої речовини, що зветься внутрішньою капсулою, відмежовує півкулі від таламуса проміжного мозку.

## Структура кінцевого мозку
У кожну півкулю нервові імпульси (сигнали) надходять з протилежної сторони тіла та простору. Права півкуля керує органами лівої частини тіла та отримує інформацію зліва. Ліва, навпаки, регулює роботу органів правої частини тулуба і сприймає інформацію справа. Цю інформацію вони отримують через органи чуттів.
Поверхня півкуль, ніби плащем, вкрита корою, що охоплює приблизно 44 % обсягу кожної півкулі. Кора утворена сірою речовиною. Вона складається з нейронів, розташованих у вигляді шести основних шарів.
Шари кори:
1. Молекулярний.
2. Зовнішній зернистий.
3. Шар пірамідних клітин.
4. Внутрішній зернистий.
5. Гангліонарний шар.
6. Шар поліморфних клітин.

У дорослої людини налічують приблизно 12-14 млрд нейронів. З віком збільшується не кількість клітин, а лише їхня поверхня і кількість відростків, переважно дендритів. Нейрони кори зв'язані між собою численними зв'язками. Кожен нейрон має до 10 тис. зв'язків з іншими нейронами. Саме наявність величезної кількості зв'язків між нейронами визначає унікальні властивості кори головного мозку людини.

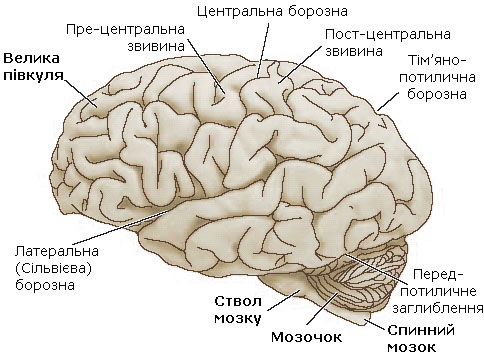
Головний мозок — латеральна поверхня

Права та ліва півкулі мозку відокремлені одне від одного поздовжньою щілиною. У кожній півкулі розрізняють три поверхні — латеральну (бокову), медіальну (внутрішню) і нижню, а також три краї — верхній, медіальній (внутрішній) і нижній, та три полюси — лобний, потиличний і скроневий. Плащова частина мозку ділиться з допомогою щілин і борозен на частки, часточки та звивини. Щілини чи первинні борозни глибокі та належать до постійних утворень мозку. З'являються вони на 5-му місяці внутрішньоутробного розвитку і розділяють півкулі на долі. Рельєф півкуль визначається в основному вторинними і третинними борознами. Їх формування відбувається на 7-8 році життя. Третинні борозни найчастіше мають індивідуальний малюнок та в основному рельєф великих борозен має однаковий вигляд.

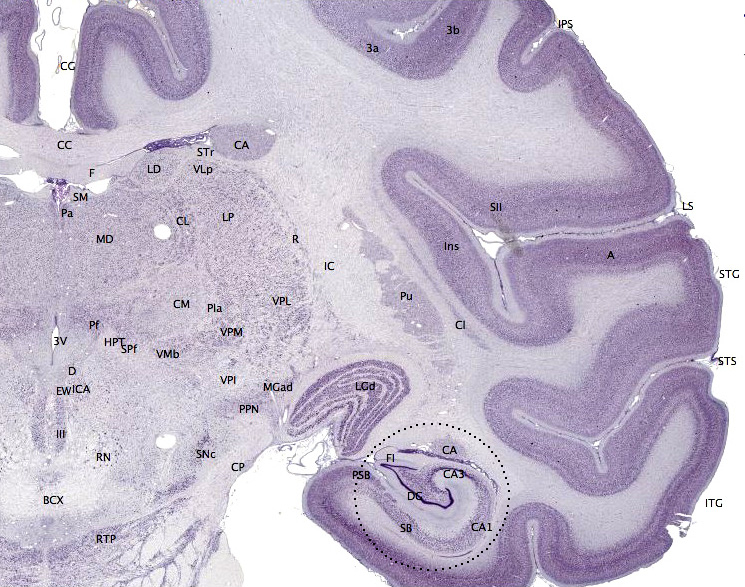
Кора головного мозку. Звивини та борозенки в розрізі.

Великі борозни й щілини розділяють кожну півкулю на 6 часток: лобову, тім'яну, потиличну, скроневу, острівцеву і лімбічну. На латеральній поверхні півкулі розрізняють центральну (роландову) борозну і бокову (сільвієву) борозну. Спереду від центральної борозни розташована лобова частка, ззаду — тім'яна. Знизу лобова частка відокремлена боковою борозною від скроневої частки. Тім'яно-потиличною борозною потилична частка відокремлена від тім'яної. В глибині бокової борозни розташована острівцева частка (чи острівець). Ця частка прикрита частинами тім'яної, скроневої та лобової часток. На медіальній поверхні півкулі поруч із мозолистим тілом розташована його лімбічна частка, що відокремлена від інших часток поясною борозною..

### Лобова частка
На латеральній поверхні лобової частки в її задньому відділі вздовж центральної борозни проходить передцентральна борозна. Між центральною і передцентральною борознами розташована передцентральна звивина.
Від центральної борозни до лобового полюса відходять верхня і нижня лобові борозни. Таким чином лобова частка має ще верхню, середню і нижню лобові звивини. Від бокової борозни відходять передня горизонтальна борозна і її висхідна гілка, що ділять нижню лобну звивину на три частини: оперкулярну — розташовану між нижнім відділом передцентральної борозни та боковою борозною, тріангулярну — між обома гілками бокової борозни, орбітальну — перед передньою горизонтальною борозною.
На медіальній поверхні лобової частки розташована медіальна лобова звивина. До лобової частки належать також передня частина парацентральної часточки, що є продовженням передцентральної звивини на медіальній поверхні півкулі. Нижню поверхню лобової частки інколи називають орбітальною. Паралельно її медіальному краю проходить нюхова борозна, в якій лежить нюхова цибулина, нюховий тракт і нюховий трикутник, що продовжується в передню дірчасту речовину мозку. Латерально від нюхової борозни проходять непостійні очноямкові (орбітальні) борозни, що обмежують медіальну, передню, задню і латеральну орбітальну звивини.

#### Функціональна характеристика лобної частки

Центр Брока

У ділянці передцентральної звивини лобової частки розташоване кіркове ядро рухового аналізатора. Цю ділянку ще називають сенсомоторною корою. Сюди приходить частина аферентних волокон від таламуса, що несуть проприоцептивну інформацію від м'язів і суглобів тіла. Тут також починаються спадні шляхи до стовбура мозку і спинного мозку, що забезпечують можливість свідомої регуляції рухів (пірамідні шляхи). Ураження цієї ділянки кори призводить до паралічу протилежної половини тіла.
У задній третині середньої лобової звивини лежить центр письма. Ця зона кори дає проєкції до ядер окорухових черепних нервів, а також за допомогою корково-коркових зв'язків взаємодіє з центром зору в потиличній долі та центром управління м'язами рук і шиї в предцентральній звивині. Ураження цього центру призводить до порушень навичок письма під контролем зору (аграфія).
У тріангулярній і оперкулярній частинах нижньої лобової звивини розташовується мовноруховий центр (центр Брока). Він має яскраво виражену функціональну асиметрію. При його руйнуванні в правій півкулі втрачається здатність регулювати тембр й інтонації, мова стає монотонною. При руйнуванні мовнорухового центру зліва неповоротно порушується мовна артикуляція аж до втрати здатності говорити чітко (афазія) та співу (амузія). При часткових порушеннях може спостерігатися аграматизм — нездатність правильно будувати фрази.
В ділянці передньої та середньої третини верхньої, середньої та частково нижньої лобової звивини розташована розлога передня асоціативна зона кори, що здійснює програмування складних форм поведінки (планування різних форм діяльності, ухвалення рішень, аналіз отриманих результатів, вольове підкріплення діяльності, корекція мотиваційної ієрархії тощо). Ділянка лобного полюса і медіальної лобової звивини пов'язана з регуляцією активності емоціогенних ділянок мозку, що входять в лімбічну систему, і має стосунок до контролю над психоемоційними станами. Порушення в цій ділянці мозку можуть призвести до змін того, що заведено називати «структурою особистості» і позначитися на характері людини, її ціннісних орієнтаціях, інтелектуальної діяльності.
Орбітальна ділянка містить центри нюхового аналізатора і тісно пов'язана в анатомічному і функціональному плані з лімбічною системою мозку.